# Dyersville

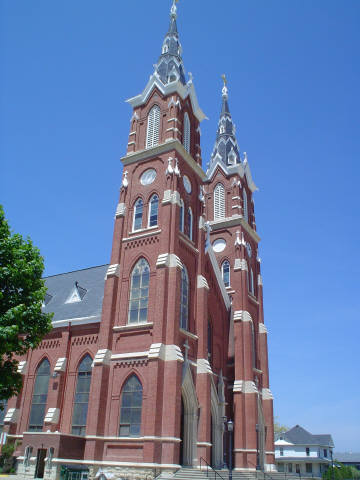
Façade de la basilique

Dyersville est une ville de l'Iowa aux États-Unis faisant partie de la région métropolitaine de Dubuque.
Sa population est estimée en 2006 à 4 167 habitants. Elle est connue pour sa basilique Saint-François-Xavier (néogothique), l'une des 52 basiliques américaines, et inscrite au Registre national des lieux historiques.